# Satillieu
 Satillieu  (en occitano Satilhau) es una población y comuna francesa, ubicada en la región de Ródano-Alpes, departamento de Ardèche, en el distrito de Tournon-sur-Rhône. Es el chef-lieu y mayor población del cantón de Satillieu.

## Demografía
| 2071 | 1998 | 1972 | 1854 | 1818 | 1592 |
| Para los censos de 1962 a 1999 la población legal corresponde a la población sin duplicidades (Fuente: INSEE [Consultar]) |      |      |      |      |      |